# War to End All Wars
War to End All Wars è l'undicesimo studio album del guitar hero svedese Yngwie Malmsteen.

## Tracce
Tutte le tracce sono state scritte da Yngwie Malmsteen.
1. Prophet of Doom – 5:31
2. Crucify – 6:44
3. Bad Reputation – 4:53
4. Catch 22 – 4:13
5. Masquerade – 4:54
6. Molto Arpeggiosa (strumentale) – 4:14
7. Miracle of Life  – 5:39
8. The Wizard – 5:19
9. Preludium (strumentale) – 2:26
10. Wild One – 5:46
11. Tarot – 5:38
12. Instrumental Institution (strumentale) – 3:56
13. War to End All Wars – 4:15
14. Black Sheep Of The Family – 2:16 (Bonus track)

## Formazione
- Yngwie J. Malmsteen - chitarra, sitar, basso
- Mark Boals - voce
- Mats Olausson - tastiere
- John Macaluso - batteria